# Yang Fuqing
 (janvier 2017).
Si vous disposez d'ouvrages ou d'articles de référence ou si vous connaissez des sites web de qualité traitant du thème abordé ici, merci de compléter l'article en donnant les références utiles à sa vérifiabilité et en les liant à la section « Notes et références ».
Yang Fuqing (楊輔清) (? - 1874), né à Meizhou, fut un chef de guerre rebelle lors de la seconde moitié de l'histoire de la révolte des Taiping, dans la Chine du milieu du XIXe siècle.

Il était apparenté à Yang Xiuqing, qui était l'homme fort du « Royaume céleste » des Taiping, avant d'être assassiné en 1856.
Après la chute de Nankin en 1864, il parvint à s'enfuir, gagnant les États-Unis par bateau à partir de Shanghai.
Il regagna plus tard la Chine, où il mourut en 1874.